# 艺术学院1994
《艺术学院1994》（前名：藝術家1994、艺术学院；英語：Art College 1994）是一部劉健執導的中國動畫電影，入選第73屆柏林影展正式競賽單元，于2025年6月21日在中国大陆上映。

## 配音

### 普通話
- 董子健
- 周冬雨
- 仁科
- 姜逸磊
- 黃渤
- 大鵬
- 白客
- 彭磊
- 賈樟柯
- 許知遠
- 王紅衛
- 王宏偉
- 張子賢
- 畢贛
- 黃璐
- 鄭大聖
- 卜冠今
- 蔡康永
- 陳廖宇
- 沈黎暉
- 徐磊
- 杜卡妮

### 粵語
- 劉俊謙
- 鍾雪瑩
- 張天賦
- 鄧麗欣
- 白只
- 朱栢康
- 盧鎮業
- 余香凝
- 胡子彤
- 馮允謙
- 魏浚笙
- 梁雍婷
- 林峯
- 黃德斌
- 陳卓賢
- 呂爵安

## 制作和发行
2021年10月12日，本片于第五届平遥国际电影展开幕式“平遥期待”环节发布首支预告片。同日，本片发布先导海报、剧照并宣布首批配音演员。
2022年5月，本片原定以《A Portrait Of The Artist As A Young Man》为片名，在第75屆坎城影展導演雙週中首映，但因北京Covid疫情封控导致最后时刻撤档。
2023年2月1日，本片宣布入围第73屆柏林影展正式競賽單元并将于影展上首映，次日2月2日释出“春天来了”先导预告。2月17日宣布全部配音演员阵容。
2025年6月21日，该片在中国大陆上映。

## 獲獎與提名
| 頒獎典禮       | 獎項   | 受獎者 | 結果 |
| -------------- | ------ | ------ | ---- |
| 第73屆柏林影展 | 金熊獎 | 劉健   | 提名 |

## 外部連結
- 互联网电影数据库（IMDb）上《藝術學院》的资料（英文）
- 豆瓣电影上《藝術學院》的資料 （简体中文）